# Kanton Romorantin-Lanthenay
Romorantin-Lanthenay is een  kanton van het Franse departement Loir-et-Cher. Het kanton maakt deel uit van het arrondissement Romorantin-Lanthenay.

## Geschiedenis
Op 24 december 1984 werd het toenmalige kanton Romorantin-Lanthena opgesplitst in de kantons Romorantin-Lanthenay-Nord en -Sud. Op 22 maart 2015 werden deze kantons weer samengevoegd tot het huidige kanton Romorantin-Lanthenay, alleen de gemeente Courmemin werd opgenomen in het op diezelfde dag gevormde kanton Chambord en Pruniers-en-Sologne werd overgeheveld naar het kanton Selles-sur-Cher.

## Gemeenten
Het kanton Romorantin-Lanthenay omvat de volgende gemeenten:
- Loreux
- Millançay
- Romorantin-Lanthenay
- Veilleins
- Vernou-en-Sologne
- Villeherviers

Loreux · Millançay · Romorantin-Lanthenay · Veilleins · Vernou-en-Sologne · Villeherviers